# روبرت جونز (سياسي بريطاني)
روبرت جونز (بالإنجليزية: Robert Jones)‏ هو سياسي بريطاني، ولد في 26 سبتمبر 1950 في بيدفورد في المملكة المتحدة، وتوفي في 16 أبريل 2007 في هارتفوردشير في المملكة المتحدة بسبب سرطان الكبد. حزبياً، نشط في حزب المحافظين. في الانتخابات العمومية للمملكة المتحدة 1983 ‏، انتخب عضو البرلمان التاسع والأربعون للمملكة المتحدة عن دائرة West Hertfordshire (UK Parliament constituency) ‏ خلال فترته النيابية ‏ (9 يونيو 1983 – 18 مايو 1987) وفي الانتخابات العمومية للمملكة المتحدة 1987 ‏، انتخب عضو البرلمان الخمسون للمملكة المتحدة عن دائرة West Hertfordshire (UK Parliament constituency) ‏ خلال فترته النيابية ‏ (11 يونيو 1987 – 16 مارس 1992) وفي الانتخابات العامة في المملكة المتحدة 1992 ‏، انتخب عضو البرلمان الحادي والخمسون للمملكة المتحدة عن دائرة West Hertfordshire (UK Parliament constituency) ‏ خلال فترته النيابية ‏ (9 أبريل 1992 – 8 أبريل 1997).